# Peer Augustinski
Peer Augustinski (Berlijn, 25 juni 1940 – Keulen, 3 oktober 2014) was een Duitse acteur.

## Jeugd en opleiding
Peer Augustinski was de zoon van een dirigent en een celliste, die op achtjarige leeftijd leerde piano spelen. In de leeftijd tussen 7 en 17 jaar groeide hij op in de omgeving van Ribnitz-Damgarten in het voormalige Oost-Duitsland. Vanaf 1954 ging hij in Neustrelitz muziek studeren. In 1957 verhuisde hij naar de Bondsrepubliek Duitsland en bezocht daar van 1961 tot 1964 de Max Reinhardt-Schule für Schauspiel in Berlijn.

## Carrière

### Als theateracteur
Vanaf 1964 werd hij voor twee jaar gecontracteerd als theater-acteur bij het Fränkische Theater Schloss Maßbach. Meerdere tussenstations in zijn artistieke carrière waren het Städtebundtheater Hof (1966-1968), het Schleswig-Holsteinische Landestheater in Flensburg (1968-1970) en de podia van de steden Kiel (1970-1972) en Keulen (1972 -1977). Hij acteerde in klassiekers als Die Gerechten van Albert Camus, Die Räuber van Friedrich Schiller, Die Ratten van Gerhart Hauptmann, Tod eines Handlungsreisenden van Arthur Miller en in het kader van de Bad Hersfelder Festspiele in 1978 in Der Diener zweier Herren van Carlo Goldoni. Daarna was hij als vrije artiest werkzaam. Van 2001 tot 2005 voltooide hij een theatertournee door Duitsland, Oostenrijk en Zwitserland met het treurspel Es war die Lerche van Ephraim Kishon. Ondanks zijn kennis van het bespelen van meerdere instrumenten, maakte hij hier zelden gebruik van.

### Als tv- en filmacteur
In 1975 werd hij ontdekt voor de televisie door regisseur Michael Pfleghar en werd door de sketchserie Klimbim erg populair. Ook speelde hij in de comedy-tv-serie Zwei himmlische Töchter van dezelfde regisseur, samen met Ingrid Steeger. In de daaropvolgende jaren bleef hij in film en televisie een vaste waarde. Hij werkte mee aan literaire verfilmingen, waaronder Jauche und Levkojen (1979), Nirgendwo ist Poenichen (1980), Exil (1981), in gooi- en smijtfilms als Drei gegen Drei (1985) van de NDW-groep Trio, in familieseries zoals Unsere schönsten Jahre (1983) naast Elmar Wepper en Uschi Glas, maar ook in misdaadseries als Der Alte en Derrick en de tv-serie Das Traumschiff. Bovendien presenteerde hij van 1992 tot 1995 de Sat.1-show Mann-o-Mann en in 1998 het satiremagazine Fiktiv op kabel eins, dat in het daaropvolgende jaar met de Zilveren Roos van Montreux werd onderscheiden.

### Als stemacteur
Vanaf medio jaren 1980 was Augustinski ook regelmatig als stemacteur werkzaam. Dankzij zijn theaterervaring en muzikale kennis synchroniseerde hij Robin Williams als goedgebekte radiopresentator in Good Morning, Vietnam (1987) en sindsdien was hij de vaste stem voor Williams. Na het winnen van de Oscar voor Good Will Hunting stuurde Williams hem een replica van de trofee met de woorden: Thank you for making me famous in Germany. Bovendien synchroniseerde hij internationaal bekende collega’s, waaronder Dudley Moore in Santa Claus (1985), Jeff Daniels in Dumb and Dumber (1994), Jean Reno in Zwei Irre und ein Schwein (1995) en Tim Allen in Jungle 2 Jungle (1997). In de animatiefilm Asterix in Amerika (1994) sprak hij de titelrol van Asterix en in de Walt Disney-productie Aladdin de flessengeest Dschinni. Ook leende hij zijn stem aan de cowboy Woody in de beide Toy Story-films en de vleermuis Bartok in Anastasia (1997) van Don Bluth. Minder bekend is, dat hij regisseur Peter Jackson in Bad Taste en Dom Joly in de serie Trigger Happy TV synchroniseerde. Als stemacteur van de Britse komedieacteur Steve Pemberton leende hij aan meer dan 20 figuren uit de tv-serie The League of Gentlemen zijn stem.

### Luisterboeken
Peer Augustinski had naast zijn werk als stemacteur ook luisterboeken opgenomen, waaronder Die Nachtwächter, Gevatter Tod en Ab die Post van Terry Pratchett, meerdere misdaadverhalen van Edgar Wallace en kinderluisterboeken zoals Lisabeth und die knallharten Piraten (2005) van Richard Hamilton en Mein 24. Dezember (2007) van Achim Bröger. Daarnaast aanvaardde hij gastrollen in verschillende hoorspelseries, zoals Gruselkabinett, Geisterjäger John Sinclair, Sherlock Holmes en Das Sternentor. In de BR-hoorspelserie Der letzte Detektiv sprak hij van 1985 tot 2008 in de afleveringen 5 tot 42 de rol van de computer Sam. In 2007 werkte hij mee aan de voor het eerst opgevoerde lezing van de bijbel naar Maarten Luther, die door de Deutsche Bibelgesellschaft ingewijd werd. Hierin speelde hij de rol van Pontius Pilatus.

## Privéleven en overlijden
Augustinski was de neef van de theateracteur en stemacteur Rolf Schult. Uit zijn eerste huwelijk met Ute stammen zijn zoon Peer en dochter Olivia, die ook actrice is en acteerde in de ARD-serie Marienhof. Hij was sinds 1972 voor de tweede maal getrouwd met actrice Gisela Ferber, uit welk huwelijk zoon Bernd werd geboren. Op 8 november 2005 kreeg hij tijdens een luisterboekproductie een herseninfarct, waardoor hij voor de helft verlamd raakte en hulpbehoevend werd. Deze tegenslag beschreef hij in een boek. In het kader van meerdere publieke optredens in uitzendingen zoals Johannes B. Kerner berichtte hij over de gevolgen van zijn ziekte en zijn genezingsvooruitgang. In 2007 aanvaardde hij weer de synchronisatie van Robin Williams in Der Klang des Herzens, nadat hij in Lizenz zum Heiraten nog werd vervangen door Bodo Wolf. In juni 2008 trad hij in Keulen voor de eerste maal weer op bij een lezing van de thriller Eiskalt van Chandler McGrews. In 2010 verscheen zijn boek Aus heiterem Himmel: Mein bewegtes Leben vor und nach dem Schlaganfall, waarin hij zijn therapeutische successen met behulp van de door fysiotherapeute Doris Brötz ontwikkelde training beschrijft. Hij las ook zelf het luisterboek in. Twee maanden na de dood van Robin Williams overleed Peer Augustinski op 3 oktober 2014 in de leeftijd van 74 jaar aan de gevolgen van een epileptische aanval in een Keuls ziekenhuis. Hij woonde ten laatste in Overath bij Keulen.

## Filmografie (selectie)
- 1976: Klimbim (verschillende rollen tussen 1976 en 1979)
- 1978: Zwei himmlische Töchter
- 1979: Jauche und Levkojen
- 1980: Nirgendwo ist Poenichen
- 1981: Exil
- 1982: Das kann ja heiter werden (tv-serie)
- 1982: Ein Fall für zwei – Alte Pistolen
- 1983: Unsere schönsten Jahre
- 1983: Der Alte – Umsonst ist der Tod, Kahlschlag
- 1983: Matt in 13 Zügen (tv-serie)
- 1983: Der Fahnder – Die schwarzen Engel
- 1983: Is was, Kanzler?
- 1984: Polizeiinspektion 1 – Gebrochene Herzen
- 1984: Der Alte – Das Ende vom Lied
- 1984: Derrick – Stellen Sie sich vor, man hat Doktor Prestel erschossen
- 1985: Der Alte – Gemischtes Doppel
- 1985: Drei gegen Drei
- 1986: Ich heirate eine Familie – Neuigkeiten
- 1990: Der Millionenerbe
- 1990: Das Traumschiff – New Orleans
- 1991: Comedy Club (22 afleveringen, met Herr Holm Spezial)
- 1991: Ein Fall für zwei – Schneewalzer
- 1991: Elfenbein
- 1992: Mann-O-Mann (spelshow tot 1996)
- 1992: Zwei Schlitzohren in Antalya
- 1993: Vater braucht eine Frau
- 1995: Hotel Mama
- 1997: Hotel Mama – Die Rückkehr der Kinder
- 1998: Fiktiv – Das einzig wahre Magazin
- 1999: Tatort: Strafstoß

### Synchronisatie
Barry Humphries
- 2001–2002: Ally McBeal … als Claire Otoms (12 afleveringen)
- 2002: Nicholas Nickleby … als Mrs. Crummles/Mr. Leadville

Dudley Moore
- 1984: Bitte nicht heut' nacht … als Claude Eastman
- 1985: Santa Claus … als Patch

Robin Williams
- 1977: Laugh-In … als Robin Williams
- 1986: Das Geschäft des Lebens … als Tommy Wilhelm
- 1987: Good Morning, Vietnam … als Adrian Cronauer
- 1988: Die Abenteuer des Baron Münchhausen … als König vom Mond
- 1989: Der Club der toten Dichter … als John Keating
- 1990: Zeit des Erwachens … als Dr. Malcolm Sayer
- 1990: Cadillac Man … als Joey O’Brien
- 1991: Schatten der Vergangenheit … als Dr. Cozy Carlisle
- 1991: König der Fischer … als Parry
- 1991: Hook … als Peter Banning/Peter Pan
- 1992: Toys … als Leslie Zevo
- 1993: Mrs. Doubtfire – Das stachelige Kindermädchen … als Daniel Hillard/Mrs. Euphegenia Doubtfire
- 1993: Wer hat meine Familie geklaut? … als Hector
- 1995: Jumanji … als Alan Parrish
- 1995: Nine Months … als Dr. Kosevich
- 1996: The Birdcage – Ein Paradies für schrille Vögel … als Armand Goldman
- 1996: Jack … als Jack Charles Powell
- 1996: Hamlet … als Osric
- 1997: Ein Vater zuviel … als Dale Putley
- 1997: Harry außer sich … als Mel
- 1997: Flubber … als Prof. Phillip Brainard
- 1997: Good Will Hunting – Der gute Will Hunting … als Sean Maguire
- 1998: Hinter dem Horizont … als Chris Nielsen
- 1998: Patch Adams … als Patch Adams
- 1999: Der 200 Jahre Mann … als Andrew Martin
- 1999: Jakob der Lügner … als Jakob Heym
- 2002: Tötet Smoochy … als Randolph Smiley
- 2002: One Hour Photo … als Sy Parrish
- 2002: Insomnia – Schlaflos … als Walter Finch
- 2004: The Final Cut – Dein Tod ist erst der Anfang … als Alan W. Hakman
- 2004: House of D … als Pappass
- 2004: Noel … als Charlie Boyd / Der Priester
- 2007: Der Klang des Herzens … als Maxwell Wallace
- 2009: Nachts im Museum 2 … als Theodore Roosevelt

Jean Reno
- 1993: Die Besucher … als Godefroy (2e synchronisatie)
- 1995: Zwei Irre und ein Schwein … als Patrick

Tim Allen
- 1994: Santa Clause – Eine schöne Bescherung … als Scott Calvin
- 1997: Aus dem Dschungel, in den Dschungel … als Michael Cromwell
- 1997: Wally Sparks – König des schlechten Geschmacks … als zichzelf

Overige
- 1979: Die letzte Offensive … voor Peter O’Toole als Lord Chelmsford
- 1983: The King of Comedy … voor Jerry Lewis als Jerry Langford
- 1987: Bad Taste … voor Peter Jackson als Derek/Robert
- 1988: Der Couch-Trip … als Dr. Smet
- 1988: Ein Fisch namens Wanda … als Georges Thomason
- 1988: Moonwalker … voor Joe Pesci als Mr. Big (1e synchronisatie)
- 1989: Die Glücksjäger … voor Richard Pryor als Wallace Karue
- 1992: Aladdin (film) … als Dschinni
- 1994–1996: Aladdin (animatieserie) … als Dschinni (85 afleveringen)
- 1994: Asterix in Amerika … als Asterix
- 1994: Dschafars Rückkehr … als Dschinni
- 1994: Dumm und dümmer … voor Jeff Daniels als Harry Dunne
- 1994: Ed Wood … voor Jeffrey Jones als Criswell
- 1995: Aladdin und der König der Diebe … als Dschinni
- 1995: Toy Story … als Woody
- 1995: Waterworld … voor Kim Coates als Drifter
- 1996: Bordello of Blood … als Grufthüter
- 1996: Mission: Impossible … als Matthias
- 1996: Zur Lüge gezwungen … als Mike Norton
- 1997: Anastasia … als Bartok
- 1997: Die furchtlosen Vier … als Dr. Gier
- 1997: Nobody … als wetenschapper
- 1997: Lost Highway … als Mystery Man
- 1998: Dr. Dolittle … als cavia Rodney
- 1998–2000: Martial Law – Der Karate-Cop … voor Sammo Hung als Sammo Law
- 1999: Toy Story 2 … als Woody
- 2000: Das Findelkind … voor Pierre Richard als Vitalis
- 2000–2002: Trigger Happy TV … voor Dom Joly in diverse rollen
- 2001: A.I. – Künstliche Intelligenz … als Dr. Allwissend
- 2002: Gangs of New York … voor Gary Lewis als McGloin
- 2003: Das Geheimnis der Frösche … als Fuchs
- 2003: Lohn der Angst (1953) … als Bimba (nieuwe scenes)

- Bibliothèque nationale de France: cb180552095 (data)
- Gemeinsame Normdatei: 121532291
- International Standard Name Identifier: 0000 0000 1618 7931
- Library of Congress Control Number: no2019115640
- MusicBrainz: 4ab621bc-10a8-4ee7-b0ff-d2494dde732b
- Nationale Bibliotheek van Polen: a0000002266819
- Réseau des bibliothèques de Suisse occidentale: 02-A013732718
- Virtual International Authority File: 32855484
- WorldCat: E39PBJh8KqYvgdXkMTrqyHKGHC